# آن تورنر (كاتبة)
آن تورنر (بالإنجليزية: Ann Turner)‏ هي كاتبة للأطفال وكاتِبة وشاعرة أمريكية، ولدت في 10 ديسمبر 1945 في نورثهامبتون في الولايات المتحدة.